# Павловка (Рязанский район)
Павловка — деревня в Окском сельском поселении Рязанского района Рязанской области России.

## История
С 2005 года — в составе Вышетравинского сельского поселения, с 2017 года — в составе Окского сельского поселения.

## География
Деревня расположена к югу от центра района и области — города Рязани, и к юго-западу от центра сельского поселения — посёлка Окского.
В Павловке две улицы — Дачная и Новопавловская, высота центра селения над уровнем моря 158 м.

## Население
| 2010 |
| ---- |
| 24   |